# Cseh–Morva-dombság
A Cseh–Morva-dombság (csehül Českomoravská vrchovina) a Cseh-medencét a Morva-medencétől elválasztó dombvidék, illetve középhegység Csehország déli részén. Területe hozzávetőlegesen egybeesik a Vysočina régióéval. Korábbi magyar elnevezése: Cseh–Morva-határhegység.

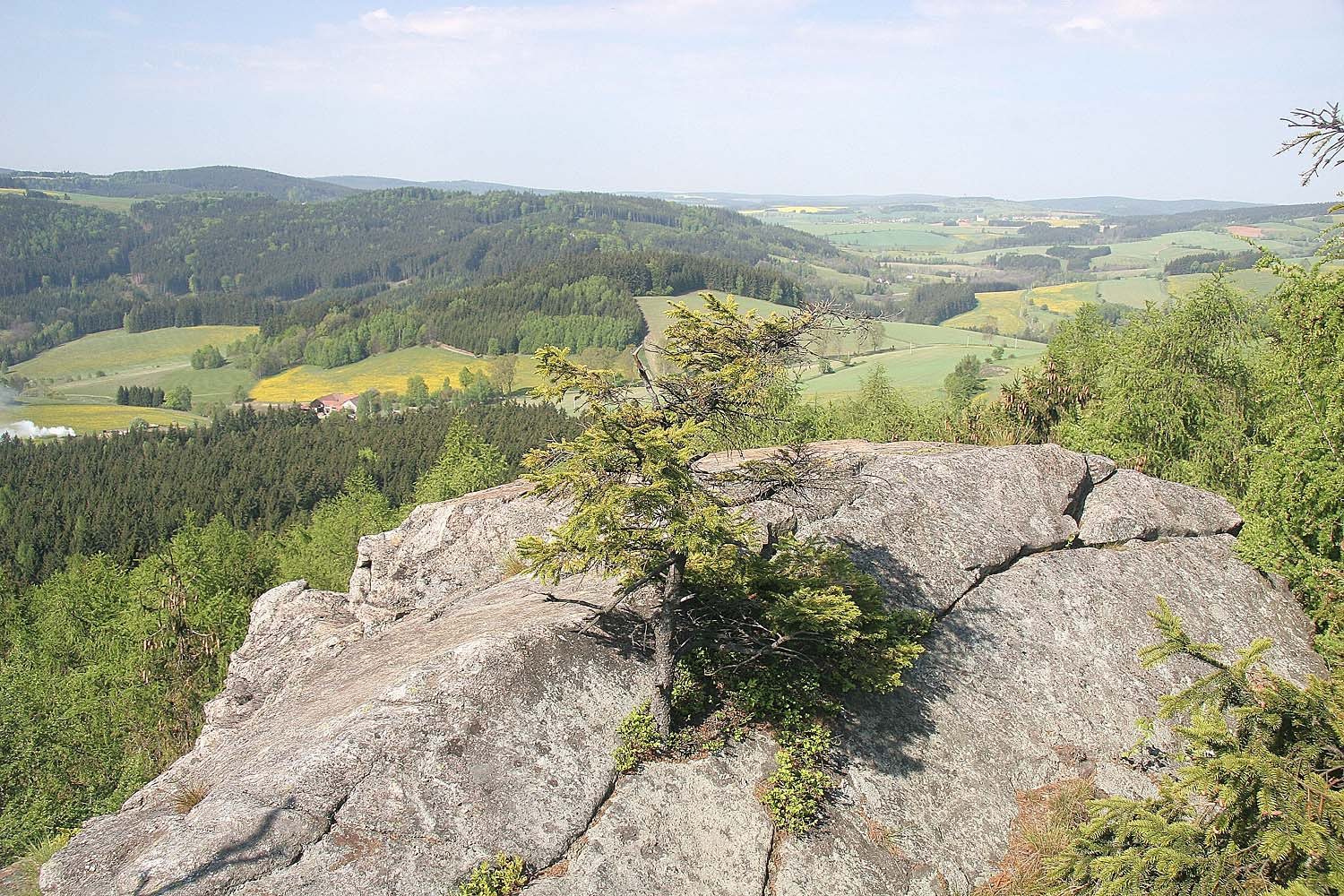
A Cseh–Morva-dombság északi vidéke

Geológiailag a paleozoikum és a középső triász idején kialakult Cseh-masszívum keleti peremét képezi. Északon főként gneiszből, délen gránitból áll. Hossza délnyugat–északkeleti irányban 150 km, szélessége 50–100 km. Területének nagy része 500–800 méteres tengerszint feletti magasságban húzódik, legmagasabb részei 800 méter fölé emelkedő középhegységek: északon a Žďári-hegység (legmagasabb pontja: Devět skal, 836 m), délen pedig a Jihlavai-hegység (Javořice, 837 m). Délről a cseh–osztrák határon futó Dyje, nyugatról a Lužnice, északról az Elba völgye határolja, keletről pedig a Drahanyi-hegység és a Morva-medence szegélyezi. A dombvidéken húzódik az Elba és a Morva folyók vízválasztója. A Morva-medencébe lefutó folyók a vidéket mély, kanyonszerű, északnyugat–délkeleti irányú völgyekkel szabdalták fel, s ezek keleti szakaszán több mesterséges víztározó létesült (Letovicei-, Víri-, Nagy-Dářko-, Mostišté-, Dalešicei- és Vranovi-víztározók).
Peremvidéke és völgyei sűrűn betelepültek, legjelentősebb városai Jihlava, Třebíč, Tábor, Havlíčkův Brod, Žďár nad Sázavou és Pelhřimov. Magasabban fekvő részein farmgazdaságok és üdülőházak övezetei találhatóak.

## Fordítás
Ez a szócikk részben vagy egészben a  Böhmisch-Mährische Höhe című német Wikipédia-szócikk ezen változatának fordításán alapul.  Az eredeti cikk szerkesztőit annak laptörténete sorolja fel. Ez a jelzés csupán a megfogalmazás eredetét és a szerzői jogokat jelzi, nem szolgál a cikkben szereplő információk forrásmegjelöléseként.